# Gosudarstwiennoje awtonomnoje uczrieżdienije Riespubliki Mordowija „Ledowyj dworiec”
Gosudarstwiennoje awtonomnoje uczrieżdienije Riespubliki Mordowija «Ledowyj dworiec» (Государственное автономное учреждение Республики Мордовия «Ледовый дворец») – kryte lodowisko w Sarańsku, w Rosji. Zostało otwarte po dwóch latach budowy, 19 października 2007 roku. Jego pojemność wynosi 3000 widzów. Swoje spotkania rozgrywają na nim hokeiści klubu Mordowija Sarańsk. Odbywały się na nim również m.in. Mistrzostwa Rosji w łyżwiarstwie figurowym. Obiekt położony jest tuż obok stadionu Start.